# Pasithea Dorsum
Il Pasithea Dorsum è una struttura geologica della superficie di Marte.